# Cuzieu (Ain)
Cuzieu ist eine französische Gemeinde im Département Ain in der Region Auvergne-Rhône-Alpes. Sie gehört zum Kanton Belley im Arrondissement Belley.

## Geografie
Die Gemeinde Cuzieu liegt im östlichen Bugey, acht Kilometer nördlich von Belley. Sie grenzt im Norden an Saint-Martin-de-Bavel, im Osten an Ceyzérieu, im Südosten an Marignieu (Berührungspunkt), im Süden und Westen an Chazey-Bons und im Nordwesten an Virieu-le-Grand.

## Bevölkerungsentwicklung
| Jahr                       | 1962 | 1968 | 1975 | 1982 | 1990 | 1999 | 2011 | 2021 |
| Einwohner                  | 162  | 143  | 156  | 193  | 240  | 304  | 410  | 433  |
| Quellen: Cassini und INSEE |      |      |      |      |      |      |      |      |

## Sehenswürdigkeiten

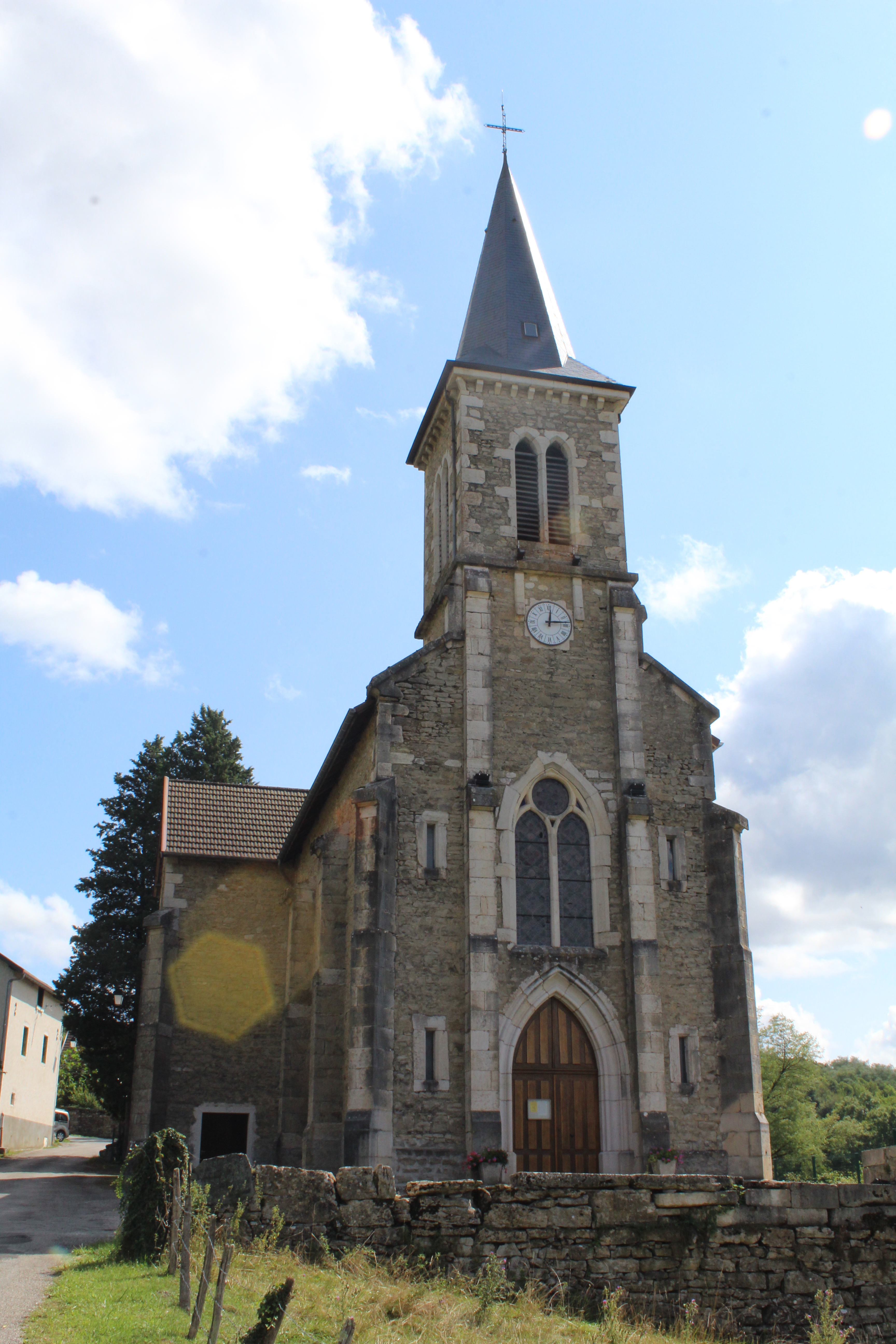
Kirche Saint-Oyen
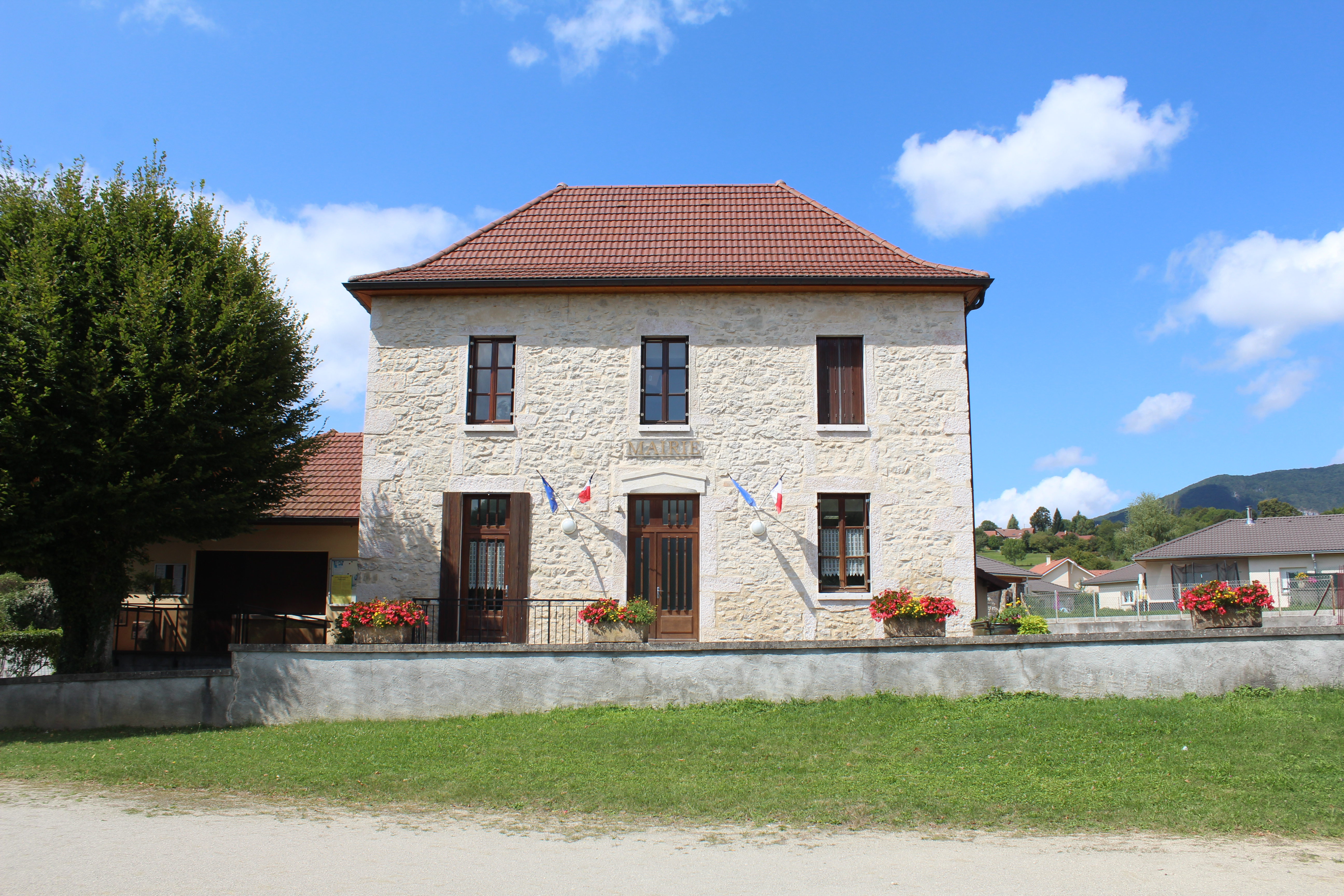
Rathaus (mairie)
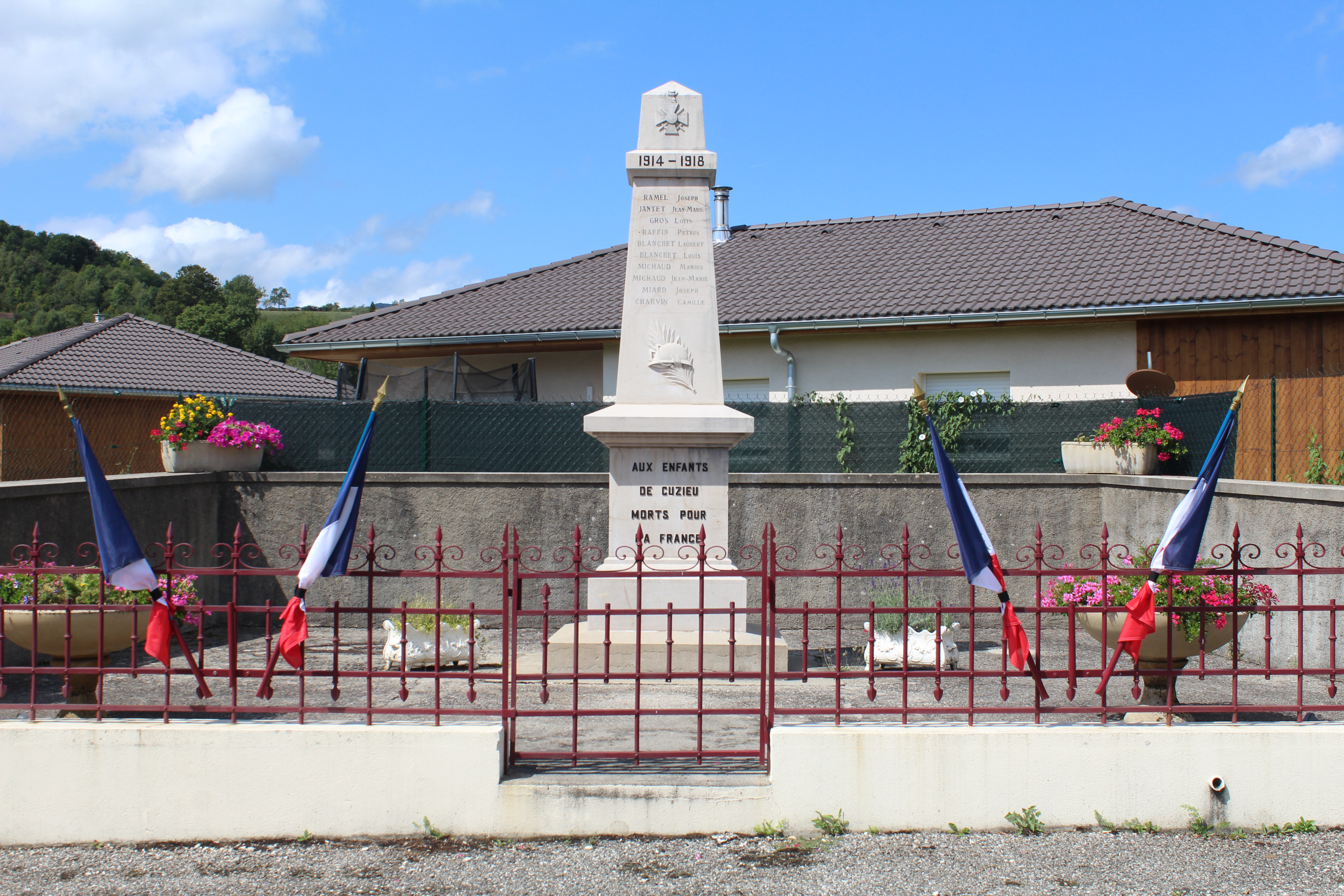
Gefallenendenkmal

- Kirche Saint-Oyen
- Rathaus (mairie)
- Gefallenendenkmal